# Ángulo recto

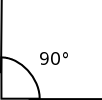
Ángulo recto.

Un ángulo recto es aquel que mide 90° (sexagesimales). Su amplitud medida en otras unidades es: π/2 radianes y 100g (centesimales). Sus dos lados son dos semirrectas perpendiculares, y el vértice es el origen de dichas semirrectas.
Euclides lo define de este modo: «Cuando una línea recta que está sobre otra hace que los ángulos adyacentes sean iguales, cada uno de los ángulos es recto, y la recta que está sobre la otra se llama  perpendicular a la otra recta».
Los ángulos rectos se encuentran en muchas figuras geométricas planas, por ejemplo:
- Un triángulo rectángulo tiene un ángulo recto.
- Un cuadrado tiene cuatro ángulos rectos.
- Dos ángulos rectos forman un ángulo llano o plano, es decir, de 180°.
- Cuatro ángulos rectos forman un ángulo completo o perigonal, es decir, de 360°.
- Dos diámetros ortogonales de una circunferencia la dividen en cuatro cuadrantes; sus prolongaciones conforman cuatro ángulos rectos con vértice en el centro, cuyas amplitudes suman 360°.